# Karen Colwell
Karen Colwell (30 de diciembre de 1985) es una deportista estadounidense que compitió en remo. Ganó una medalla de plata en el Campeonato Mundial de Remo de 2008, en la prueba de cuatro sin timonel.

## Palmarés internacional
| Campeonato Mundial | Campeonato Mundial   | Campeonato Mundial | Campeonato Mundial |
| Año                | Lugar                | Medalla            | Prueba             |
| ------------------ | -------------------- | ------------------ | ------------------ |
| 2008               | Ottensheim (Austria) | Medalla de plata   | Cuatro sin timonel |